# 絶対階級学園〜Eden with roses and phantasm〜
『絶対階級学園〜Eden with roses and phantasm〜』(ぜったいかいきゅうがくえん エデン ウィズ ローゼス アンド ファンタズム)はDaisy2より2015年5月28日に発売されたWindowsPC用ゲームソフト。ゲームジャンルはアドベンチャーゲーム（乙女ゲーム）。
2016年6月30日にはPlayStation Vita版が、2019年1月10日にはPlayStation 4版が、12月19日にはNintendo Switch版がプロトタイプより発売。

## 概要
東京の架空の学園を舞台にした、階級と身分差別のある学園に転入した主人公と男たちとの恋愛を描く女性向けの恋愛アドベンチャーゲーム。
本編発売に先行して2015年2月15日からドラマCDが発売された。
2018年12月13日よりPC版のファンディスクを制作するクラウドファンディングプロジェクトが開始され、合計1676万円を集めて達成した。

## 登場人物
藤枝ネリ（ふじえだねり）
本作の主人公。名前変更可能。高校2年生。失踪した父が残した手紙を頼りに櫂宮学園に転入する。明るく素直な頑張り屋だが、騙されやすい。特技は家事。
鷹峯陸（たかみねりく）
CV:浪川大輔
「咲き誇る薔薇」階級の3年生。鷹峯財閥の御曹司で非常にプライドの高い男。通称：赤薔薇様。
傲慢な反面、素直な気持ちを伝える事が苦手。気に入った相手には、つい攻撃的に接してしまいがち。
鷺ノ宮レイ（さぎのみやれい）
CV:木村良平
「咲き誇る薔薇」階級の3年生。公家の血を引く鷺ノ宮家の長男で、陸と同じく学園の中心的存在。通称：白薔薇様。
階級問わず誰にでも優しく接するが、なかなか他人に本心を明かさない。機械工学に高い関心を示す。
加地壱波（かじいちは）
CV:柿原徹也
「名もなきミツバチ」階級の2年生。親しみやすい性格でノリも良いが、女好きなプレイボーイと有名。
また、状況や相手によって露骨に態度を変えることもある。
七瀬十矢（ななせとおや）
CV:前野智昭
「捨て置かれた石ころ」階級の2年生。学園の体制に抗うレジスタンスのリーダー。明るく正義感が強いが、やや短気。
学内に根付いた階級制度や自分達の存在に疑問を抱き、学園のルールに真っ向から立ち向かう。
五十嵐ハル（いがらしはる）
CV:石川界人
「捨て置かれた石ころ」階級の1年生。朴念仁で毒舌家。中性的な外見と階級から、学校では虐められている。
人付き合いはほとんど無いが、十矢とはよく一緒にいる。絵を描く事が趣味。

## 楽曲
・オープニングテーマ 「あなたの瞳の中に～First love～」
作曲/MANYO 、作詞/中野愛子、歌/結良まり